# High Point (Karolina Północna)
High Point – miasto w Stanach Zjednoczonych, w stanie Karolina Północna, w hrabstwie Guilford. W 2007 r. miasto to na powierzchni 205,3 km² zamieszkiwało 112 791 osób.
W mieście rozwinął się przemysł meblarski, włókienniczy, chemiczny oraz maszynowy.
Z High Point pochodzi Heather Richardson, amerykańska łyżwiarka szybka, wielokrotna medalistka mistrzostw świata i czterokrotna zdobywczyni Pucharu Świata.